# 2034년 동계 올림픽
2034년 동계 올림픽(영어: 2034 Winter Olympics, XXVII Olympic Winter Games, Salt Lake City-Utah 2034)은 2034년 2월 10일부터 2월 26일까지 치러질 치러질 제27회 동계 올림픽이다. 2024년 7월 24일, IOC 총회에서 2030년 대회의 개최지는 프랑스 알프스, 2034년 대회의 개최지는 미국 솔트레이크시티로 결정되었다.

## 개최 도시 후보
- 일본 - 삿포로시 (http://sapporo2030.jp/index.html 보관됨 2021-07-23 - 웨이백 머신)

1972년 삿포로 동계 올림픽을 개최한 경험이 있다. 당초 2026년 개최를 목표하였으나 2030년으로 수정하였다.
- 미국 - 솔트레이크시티

2002년 솔트레이크시티 동계 올림픽을 개최한 경험이 있다. 개최가 실현되면 미국은 2028년 하계 올림픽에 이어 6년만에 동계 올림픽도 치루게 된다.

## 같이 보기
- 2034년 동계 패럴림픽